# 偷蛋龍亞科

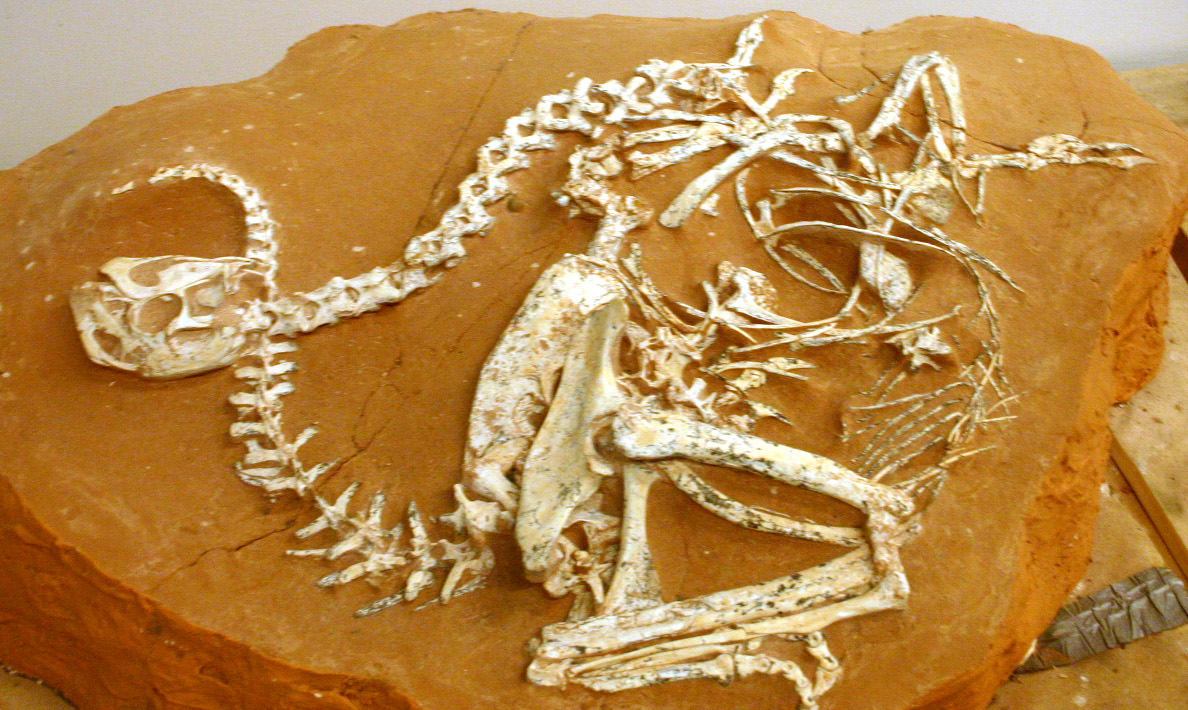
可汗龍的化石

偷蛋龍亞科（Oviraptorinae）是偷蛋龍科的一個亞科，體型較大、前肢較長、具有頭冠。

## 分類與種
偷蛋龍科的內部分類仍有爭議。大部分研究將偷蛋龍科分成：雌駝龍亞科、偷蛋龍亞科。雌駝龍亞科的體型較小、前肢較短、缺乏頭冠；偷蛋龍亞科的體型較大、前肢較長、具有頭冠。近年種系發生學研究提出不同結果，許多近頜龍科的物種，其實親緣關係較接近於有頭冠的偷蛋龍科。近頜龍本身被改歸類於偷蛋龍科的單足龍亞科，而近頜龍科不被認為是有效分類單元。根據這個分類版本，雌駝龍亞科被併入偷蛋龍亞科。
以下分類是根據湯瑪斯·荷茲（Thomas Holtz）在2010年的研究：
- 龍斑嵴龍（Banji long）：化石是一個下頜、骨盆、後肢，是個原始物種。化石發現於中國江西省的南雄組。
- 葬火龍（Citipati osmolskae）：化石為數個保存良好的標本，包含位在蛋巢中的成年個體、蛋、以及一個胚胎。牠們擁有位在前部的冠飾，並與偷蛋龍生存於同一時期的蒙古國德加多克塔組（Djadochta Formation）[2]。
- 葬火龍（Citipati sp.）：化石在1980年代被發現，該標本原先被認為是偷蛋龍，但最近被標名為葬火龍的分類未定標本。牠們擁有往前傾斜冠飾，冠飾外形類似食火雞，也是生存在蒙古國的德加多克塔組[2]。
- 纖弱竊螺龍（Conchoraptor gracilis）：是種小型、缺乏冠飾的物種，擁有修長的第二腳趾。許多標本被歸類於這個種，但沒有詳細研究顯示哪些標本真的屬於竊螺龍。化石發現於蒙古國南部的西戈約特組（Barun Goyot Formation）。
- 黃氏河源龍（Heyuannia huangi）：是中國第一個被命名的偷蛋龍科恐龍。牠們的外表類似雌駝龍，但有更多的臀部脊椎骨，而且第一指與腕骨癒合者。化石發現於中國河北省。
- 楊氏雌駝龍（Ingenia yanshini）：同樣有許多化石被分類於這個種，但實際上並不屬於雌駝龍。牠們與竊螺龍生存於同一時期，而且需要時間才能將這兩個種的化石分辨開來。雌駝龍的手部有非常大的第一指，以及縮短的第二與第三指。雌駝龍的屬名已經被其他動物使用過，所以未來會有新的名稱。化石發現於蒙古國的巴魯恩戈約特組。
- 麥克氏可汗龍（Khaan mckennai）：類似竊螺龍，但有縮短的第三手指。牠們與葬火龍生存於同一時期的德加多克塔組。
- 曲劍龍（Machairasaurus leptonychus）：過去被歸類於雌駝龍亞科，目前僅發現手掌、部分前肢化石，牠們的手指關節虛弱，顯示牠們可能是草食性動物。化石發現於巴魯恩戈約特組[3]。
- 巴氏耐梅蓋特母龍（Nemegtomaia barsboldi）：起初被命名為Nemegtia，一度被歸類於雌駝龍。牠們可能是葬火龍的近親，化石包含保存狀態極好的頭顱骨。化石發現於蒙古國的耐梅蓋特組（Nemegt Formation）。
- 嗜角偷蛋龍（Oviraptor philoceratops）：生存於晚白堊紀的蒙古，化石在1924年被發現，發現於德加多克塔組。牠們擁有較長的口鼻部，頭部上有外部冠飾。大部分的偷蛋龍重建圖其實都是根據葬火龍的外型繪製。
- 蒙古瑞欽龍（Rinchenia mongoliensis）：起初被命名為蒙古偷蛋龍。頭部中央有非常高的冠飾。同樣也是來自於晚白堊紀的蒙古耐梅蓋特組。